# Гортензія великолиста

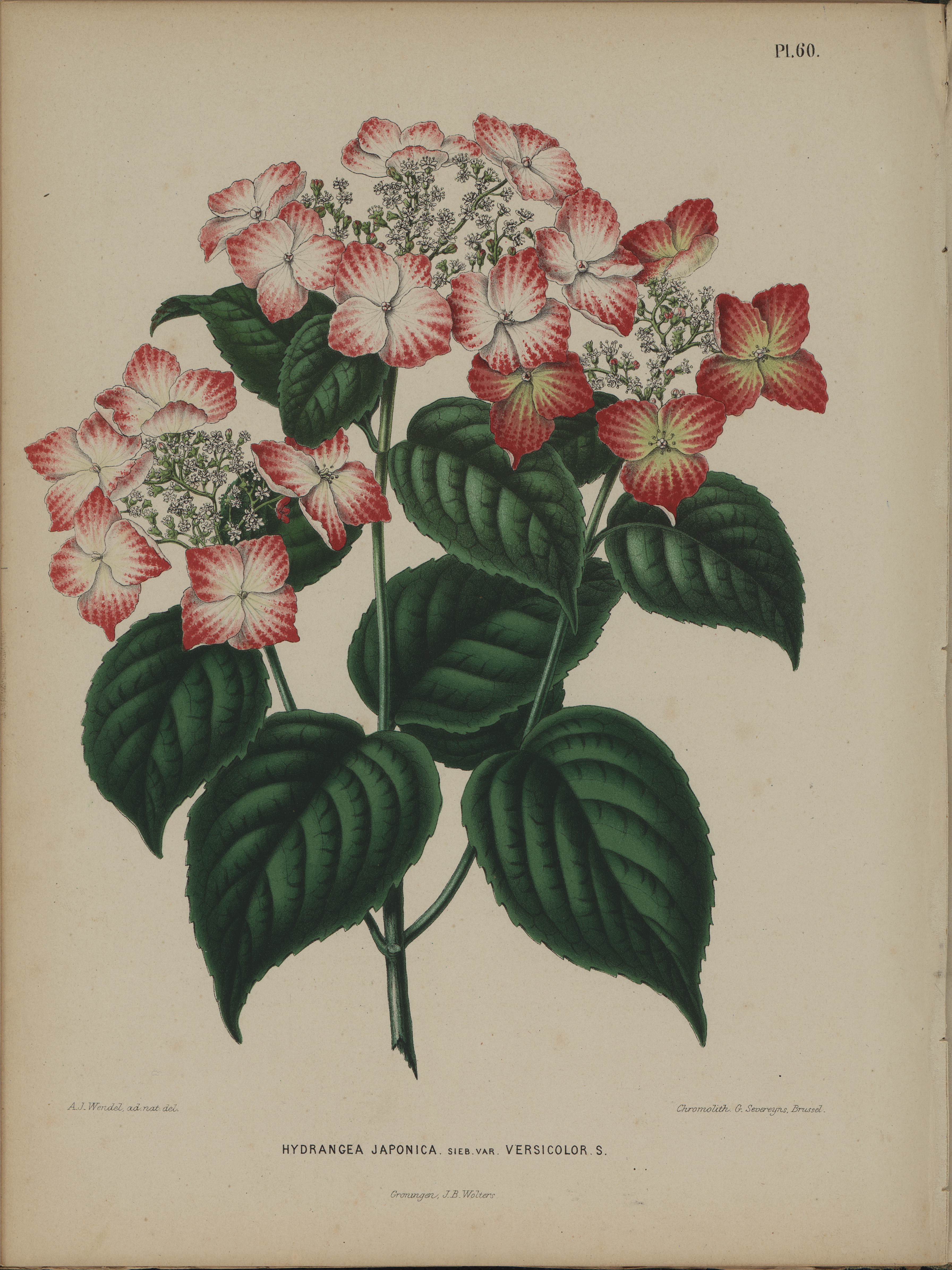
Hydrangea macrophylla, Авраам Якобус Вендель, 1868

Hydrangea macrophylla, або Гортензія великолиста — це вид квіткових рослин родини Hydrangeaceae, що походить з Японії. Це листопадний кущ виростає до 2 м заввишки на 2,5 м завширшки з великими головками рожевих або блакитних квітів влітку та восени. Загальні назви включають великолисту гортензію, французьку гортензію, мереживну гортензію, гортензію мопголову та гортензію. Цей вид широко культивується в багатьох частинах світу в різних кліматичних умовах. Його не слід плутати з H. aspera 'Macrophylla'.

## Опис

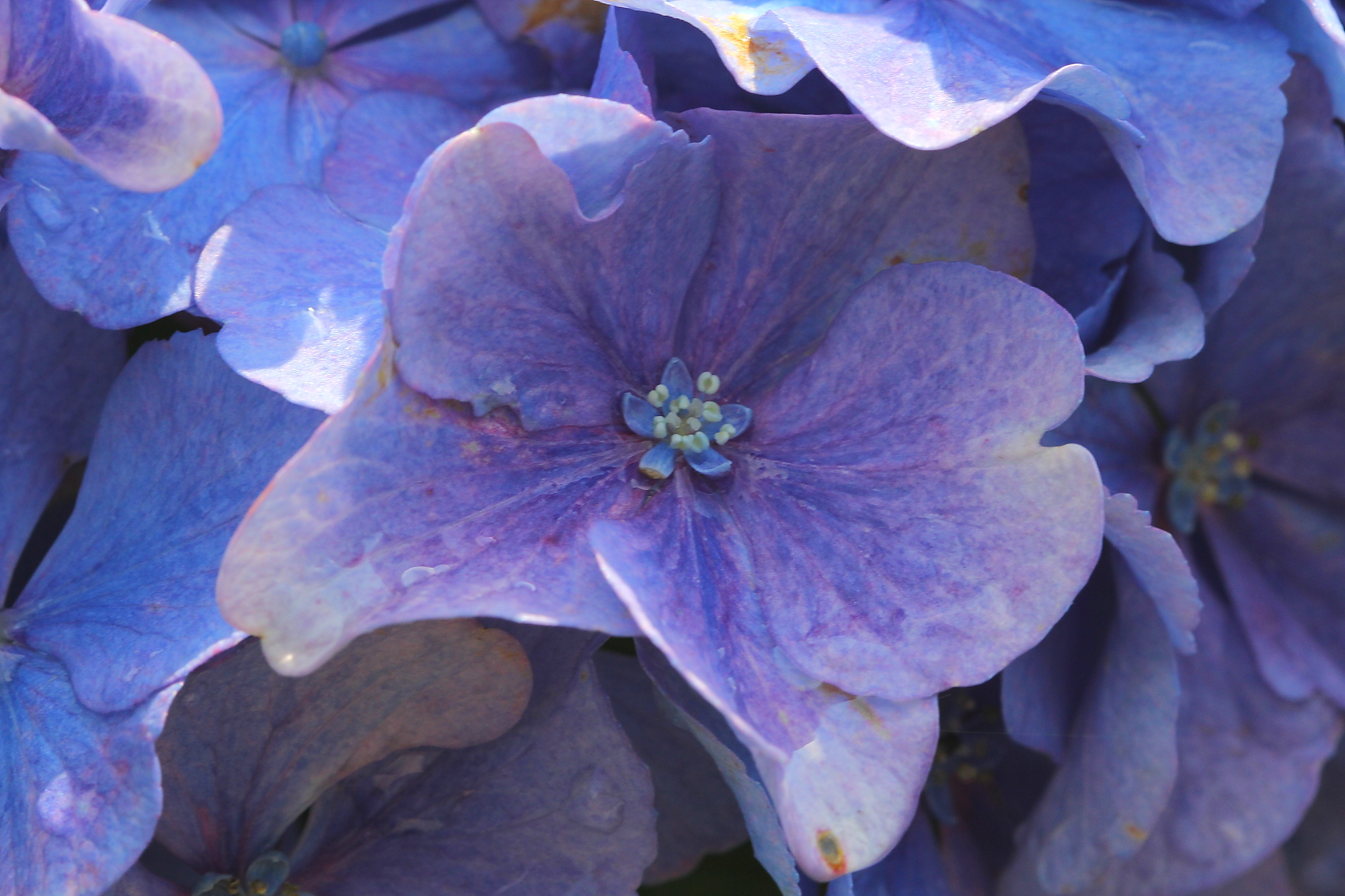
Квітка крупним планом із кольоровими чашолистками навколо п'яти пелюсток.

Термін macrophylla означає велико- або довголиста. Супротивні листки можуть виростати до 15 см за довжиною. Вони прості, перетинчасті, від округлої до еліптичної та загострені. Зазвичай вони зубчасті.
Суцвіття гортензії великолистої являє собою щиток, у якого всі квітки розташовані в площині або півкулі, а у культурних форм навіть цілою кулею. Можна виділити два різних типи квітів: центральні, недекоративні, п'ятичленні, і периферійні, декоративні, чотирикутні. Останні мають стерильні маточки з фертильною тичинкою. Чотири чашолистки декоративних квіток мають кольори від блідо-рожевого до червоно-фіолетового до синього. Недекоративні квітки мають п'ять маленьких зеленуватих чашолистків і п'ять маленьких пелюсток. Цвітіння починається на початку літа і триває до початку зими. Плід — підкуляста коробочка.

## Поширення і середовище
Батьківщиною гортензії великолистої є Східна Азія. Повідомляється, що вона поширена у приморських місцях існування, а також у горах Японії, від острова Хонсю на південь. Цей вид натуралізувався в Китаї, Кореї, Сибіру, Новій Зеландії та Америці. Це інвазійний вид на архіпелагах Азорські острови та Мадейра.

## Кольори та кислотність ґрунту
Цвітіння гортензії великолистої може бути блакитним, червоним, рожевим, світло-фіолетовим або темно-фіолетовим. На колір впливає pH ґрунту. Кислий ґрунт (pH нижче 7) зазвичай дає колір квітів ближче до блакитного, тоді як лужний ґрунт (pH вище 7) дає квіти більш рожеві. Це спричинено зміною кольору квіткових пігментів у присутності іонів алюмінію, які можуть поглинатися рослинами, що мають гіперакумуляцію.

## Благоустрій території
У кліматичних умовах, де цвіте гортензія великолиста, помістіть її в змішаний кущовий бордюр або в задній частині клумби. ЇЇ багате листя та великий розмір роблять її чудовим фоном для білих або світлих квітів, навіть для високих багаторічних і однорічних рослин. У теплому кліматі H. macrophylla добре підходить для додавання нотки раннього літа в тіньові місця та лісові сади. Для найбільш рясного цвітіння рекомендується мінімальна обрізка. Квіти легко сушаться на повітрі та довго зберігаються.
Хоча гортензія великолиста не вважається особливо складною для вирощування рослиною, вона може не зацвісти. Це може бути пов'язано з пошкодженням квіткових бруньок холодною зимою, недостатнім освітленням, надлишком азотних добрив або обрізанням у невідповідний час року. H. macrophylla утворює квіткові бруньки в кінці літа. У результаті обрізка в кінці літа, восени або взимку може видалити потенційні квіти.

## Хімія
Філодульцин, гідрангенол та їх 8-O-глюкозиди, а також тунбергіноли A і F можна знайти в H. macrophylla. Тунбергінол B, дигідроізокумарини тунбергінол C, D і E, дигідроізокумаринові глікозиди тунбергінол G 3'-O-глюкозид і (-)- гідрангенол 4'-O-глюкозид і чотири олігоглікозиди кемпферол і кверцетин можна знайти в Hydrangeae Dulcis Folium, оброблених листках H. macrophylla var. thunbergii. Листя також містять стильбеноїдну кислоту.
Різні кольори, такі як червоний, ліловий, пурпуровий, фіолетовий і синій, у H. macrophylla розвиваються з одного простого антоціаніну, дельфінідину 3-глюкозиду (міртиліну), який утворює комплекси з іонами металів, які називаються металоантоціанами.
Лунулярова кислота, лунуларин, 3,4'-дигідроксистильбен і глікозид лунулярової кислоти були знайдені в коренях H. macrophylla.
Гідрангін — інша назва кумарину умбеліферону, який може бути причиною можливої токсичності рослини.

## Можливе використання

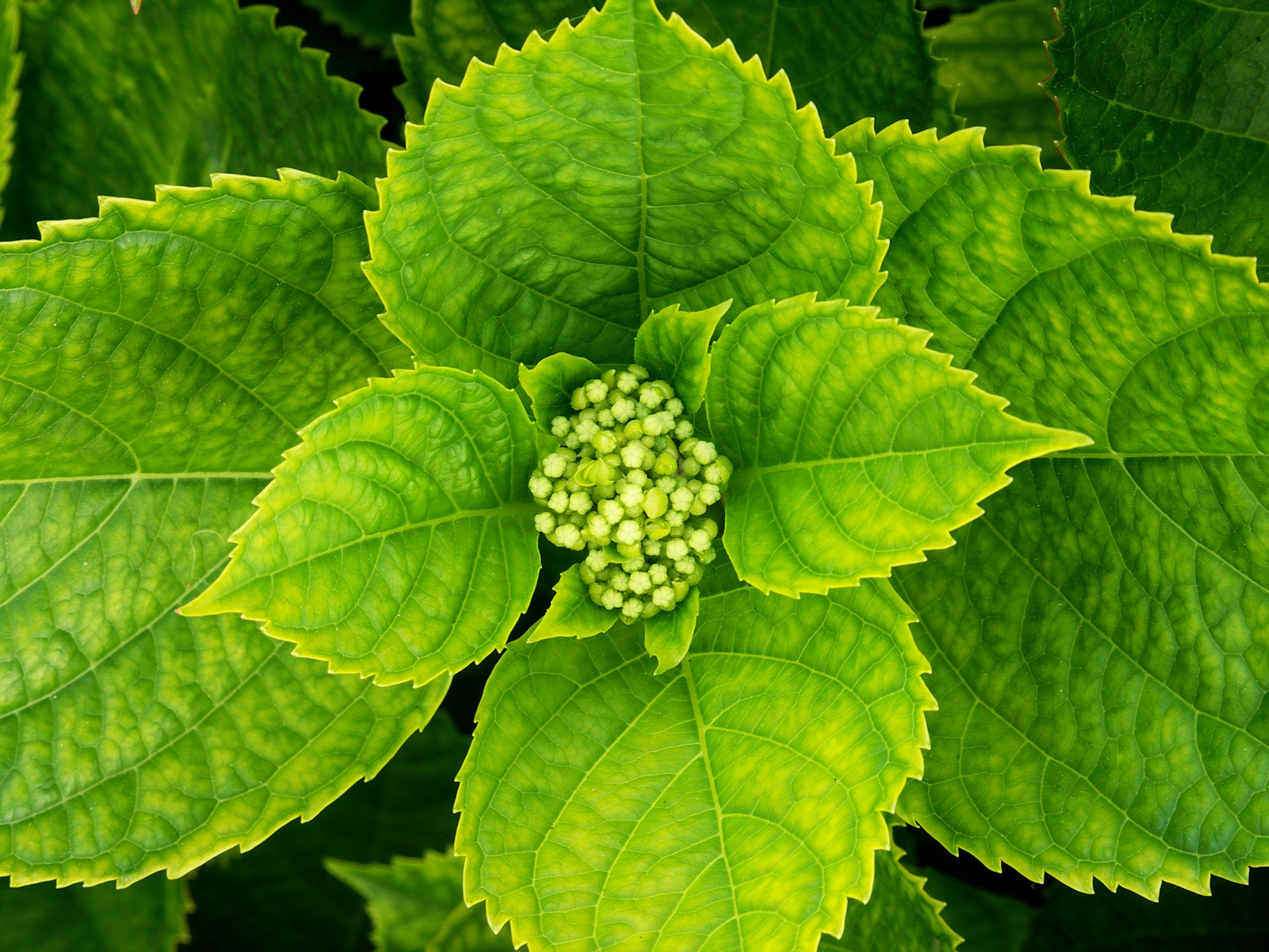
Бутон і листя

Амача — це японський напій, виготовлений із ферментованого листя гортензії крупнолистої (Hydrangea macrophylla var). thunbergii.
Hydrangeae Dulcis Folium — препарат, виготовлений із ферментованого та висушеного листя H. macrophylla var. thunbergii з можливими протиалергічними та антимікробними властивостями. Він також має гепатопротекторну дію шляхом пригнічення індукованого D-галактозаміном ураження печінки in vitro та in vivo.
Hydrangea macrophylla включена до списку рослин пожежної безпеки Тасманії, що вказує на те, що вона придатна для вирощування в захисній зоні будівель.
Екстракти листя Hydrangea macrophylla досліджуються як можливе джерело нових хімічних сполук з протималярійною дією. Водянову кислоту з листя досліджують як можливий протидіабетичний засіб, оскільки вона значно знижувала рівень глюкози в крові, тригліцеридів і вільних жирних кислот у лабораторних тварин.

## Сорти
Два основних типи сортів H. macrophylla називаються «mophead» (мопголова) і «lacecap» (мереживна).
Деякі популярні сорти гортензії (відзначені agm отримали нагороду Королівського садівничого товариства за садові заслуги), включають:
- 'All Summer Beauty'; cold-hardy, floriferous mophead
- 'Alpengluhen'; deep-red colored mophead
- 'Altona' agm;[25] compact plant with large rose-red florets
- 'Ami Pasquier' agm;[26] floriferous, wine pink to blue mophead
- 'Ayesha';[27] small, cupped, lilac-like flowers in clusters
- 'Bailmer' (marketed as Endless Summer) a perpetual-blooming, pink to blue mophead
- 'Beauté Vendômoise'; giant whitish-pink lacecap
- 'Blaumeise' agm;[28] Swiss-bred «Teller» blue lacecap
- 'Blue Bonnet'; hardy, blue mophead
- 'Blue Wave'; robust light pink to light blue lacecap
- 'Blushing Bride'; cold-hardy, ever-blooming white mophead
- 'Cocktail'; bushy shrub with ovate, serrated sepals
- 'Europa' agm;[29] compact, deep pink mophead
- 'Forever Pink'; a pink mophead
- 'Générale Vicomtesse de Vibraye' agm;[30] compact, cold-hardy, French-bred pink to blue mophead
- 'Hamburg'; deep-colored pink to blue mophead
- 'Harlequin'; a picoteed pink to purple mophead
- 'Lady in Red';[31] large lacecap flowers of rose-red
- 'Lanarth White' agm;[32] white lacecap
- 'Lilacina'; cold-hardy, disease-resistant pink to blue lacecap
- 'Love You Kiss' agm;[33] red-margined white florets, lacecap
- 'Madame Emile Mouillère' agm;[34] small shrub to 1,8 м (5,9 фут), white flowers
- 'Marechal Foch'; old-fashioned pink to blue mophead
- 'Mariesii Grandiflora';[35] blue or pink and white lacecap
- 'Mariesii Lilacina' agm;[36] mauve pink or blue lacecap
- 'Mariesii Perfecta';[37] blue, or blue and pink, lacecap
- 'Masja';[38] bushy and compact, dark pink to pink mophead
- 'Möwe';[39] rose-red and cream lacecap
- 'Nigra';[40] pink or blue mophead, black stems
- 'Nikko Blue'; popular, cold-hardy pink to blue mophead
- 'Pia'; dwarf pink to purplish-blue mophead
- 'Penny Mac'; cold-hardy, pink to blue mophead
- 'Rotschwantz’ agm;[41] deep red and white lacecap
- 'Soeur Therese'; hardy, robust white mophead
- 'Taube'; Swiss-bred «Teller», pink to blue lacecap
- 'Tokyo Delight' agm;[42] mauve-pink and white lacecap
- 'Twist-N-Shout'; ever-blooming, hardy pink to blue lacecap
- 'Veitchii' agm;[43] blue and white lacecap
- 'Westfalen' agm;[44] compact, crimson-purple mophead
- 'Zorro’ agm;[45] agm bright blue lacecap

## Галерея

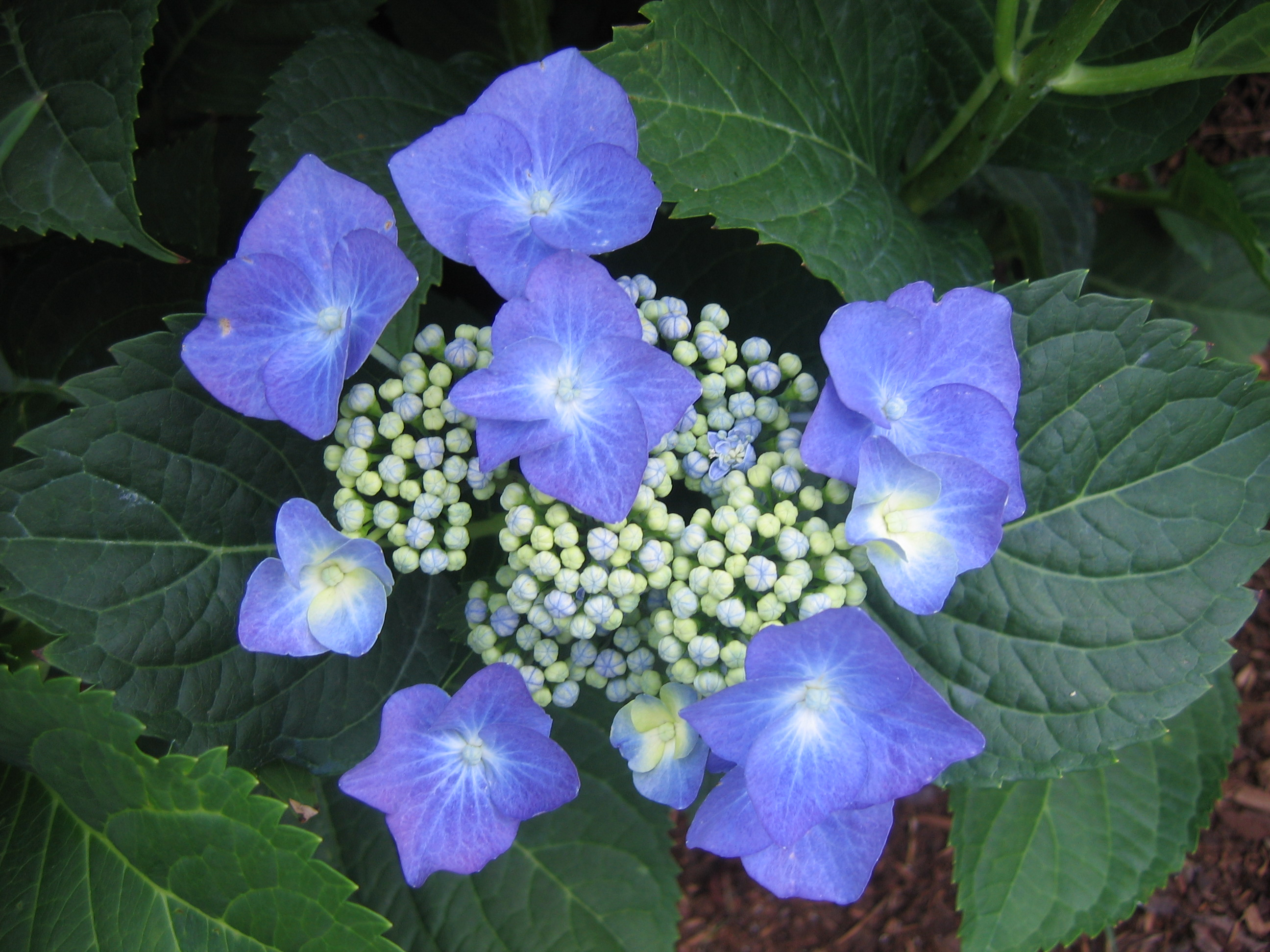
'Taube' мереживна
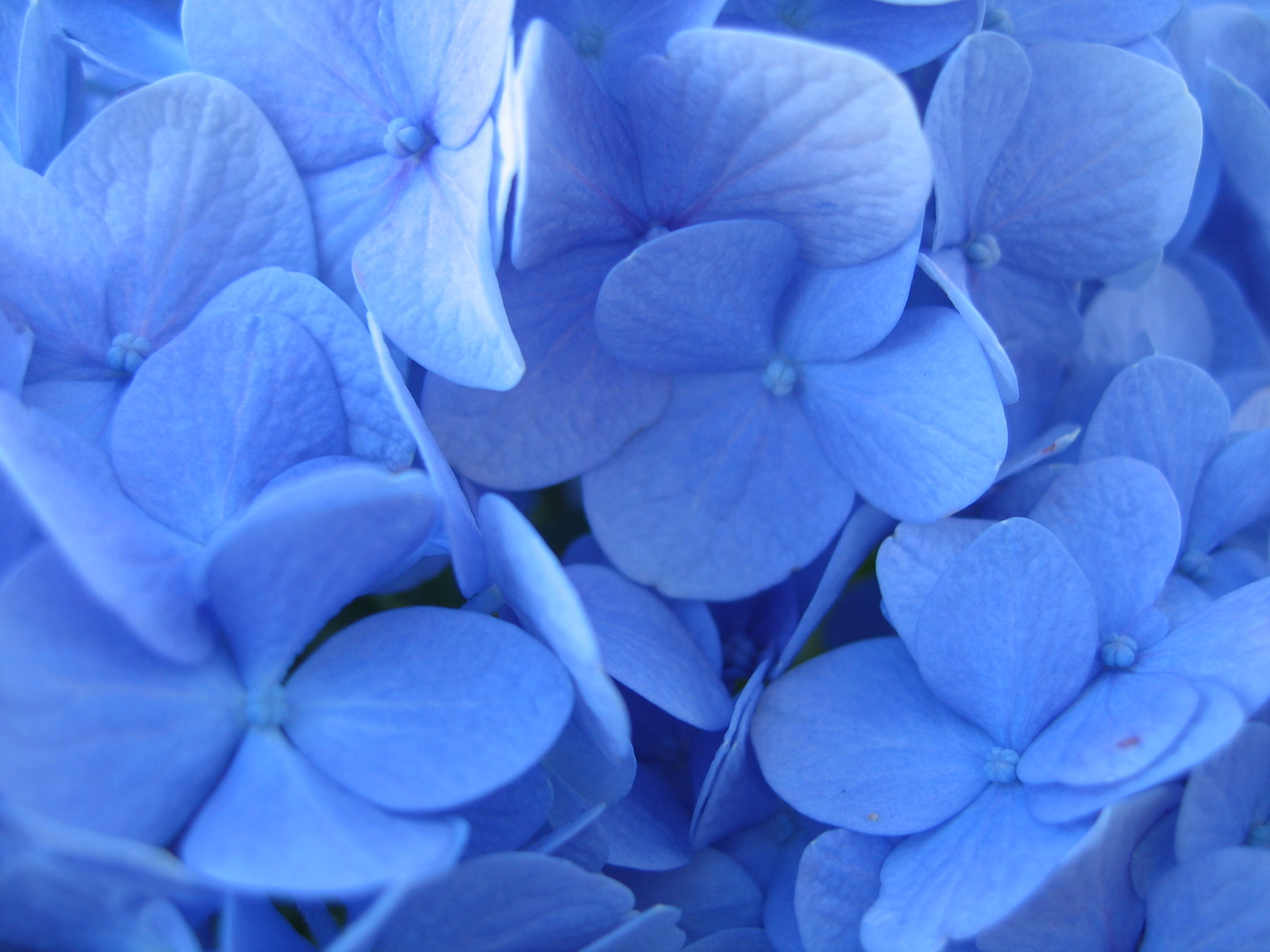
H. m. 'Nikko Blue', пелюстки демонструють ефект «посиніння» під впливом розчину сульфату алюмінію
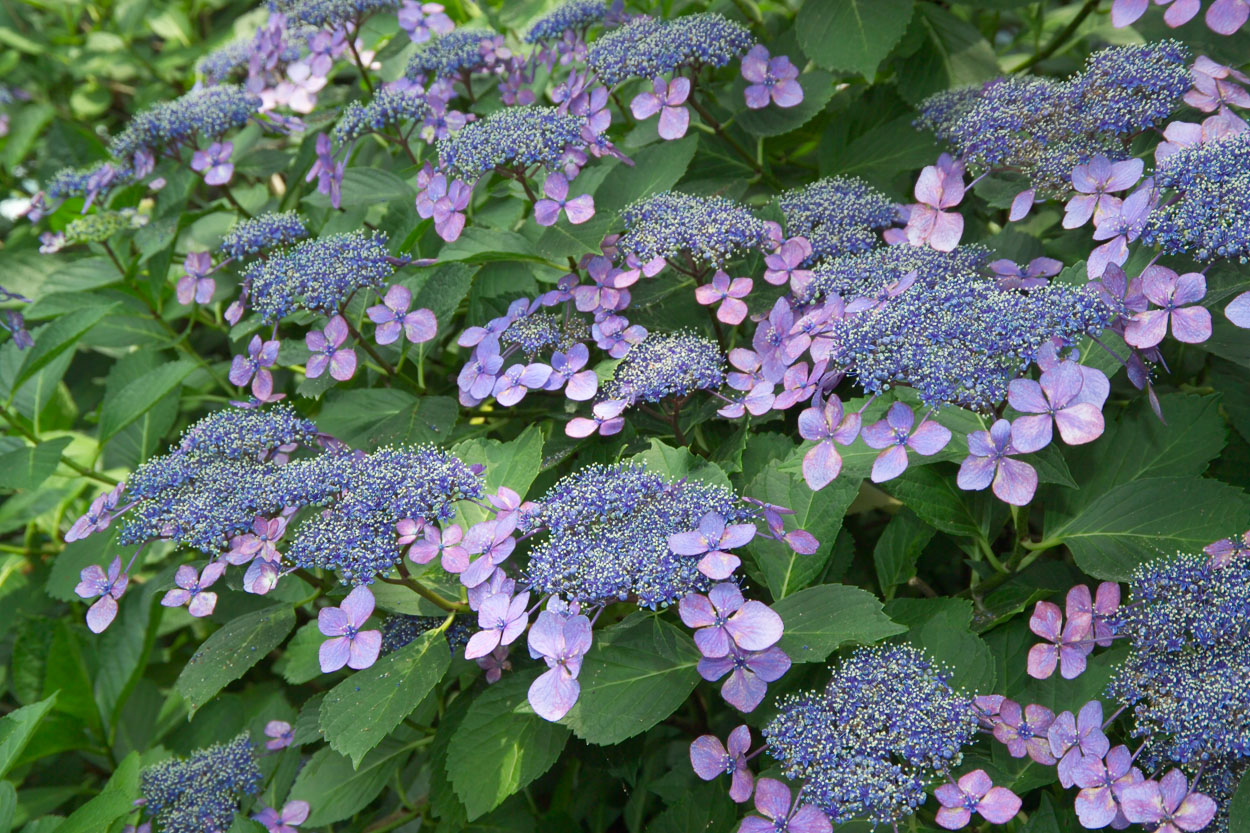
'Gakuajisai' мереживна
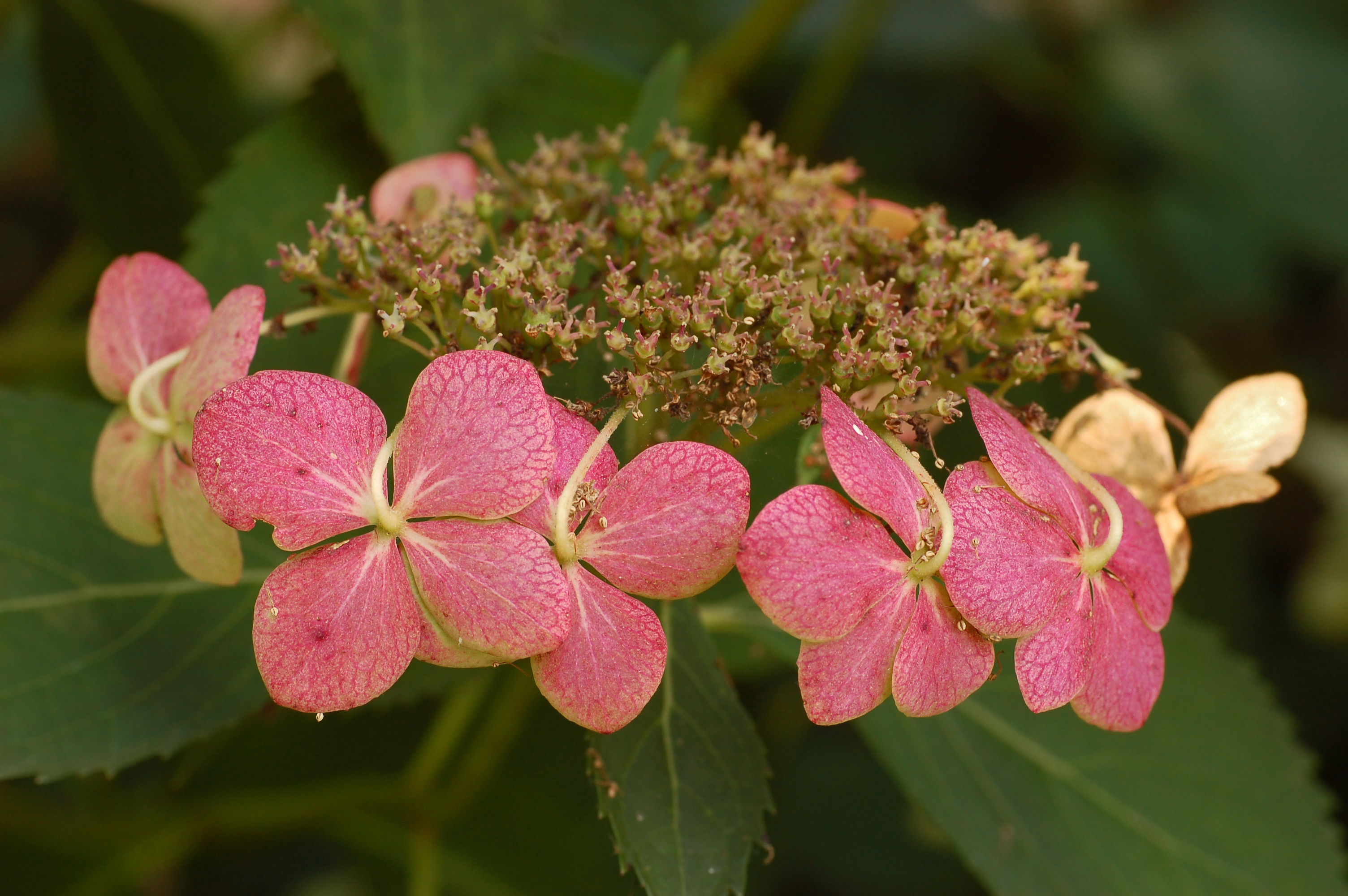
'Tokyo Delight' мереживна
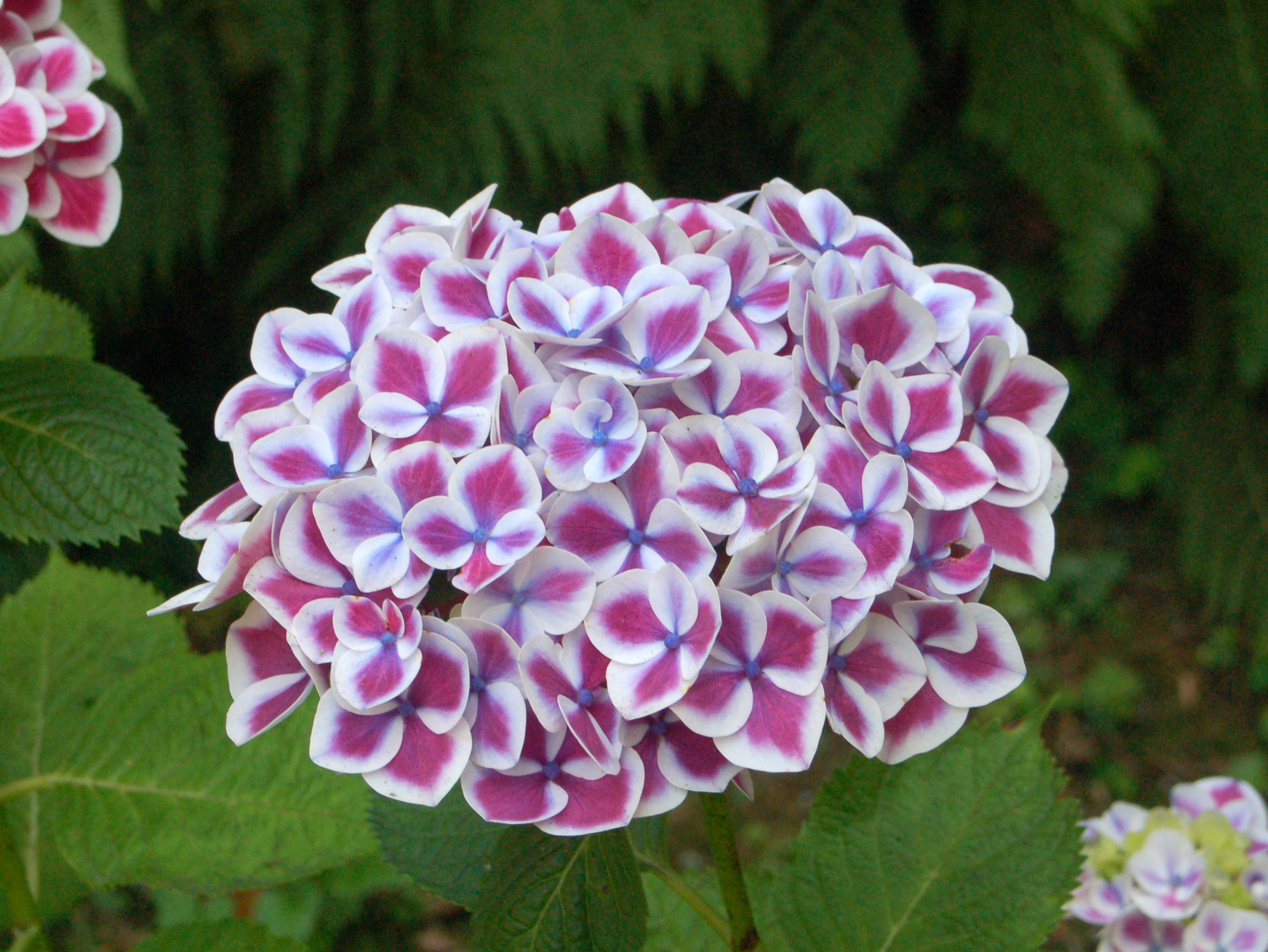
'Red Ace'
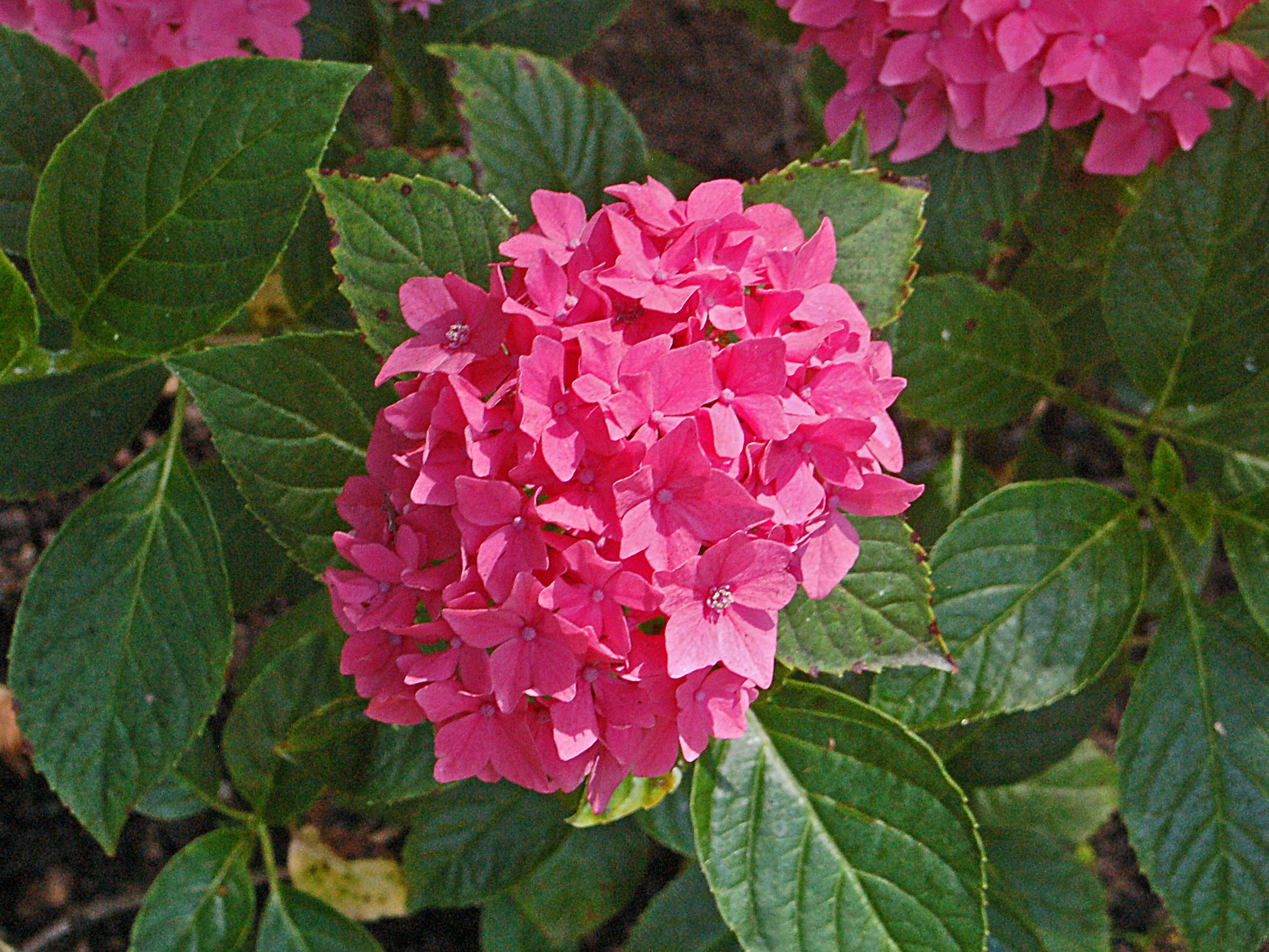
'Pia'
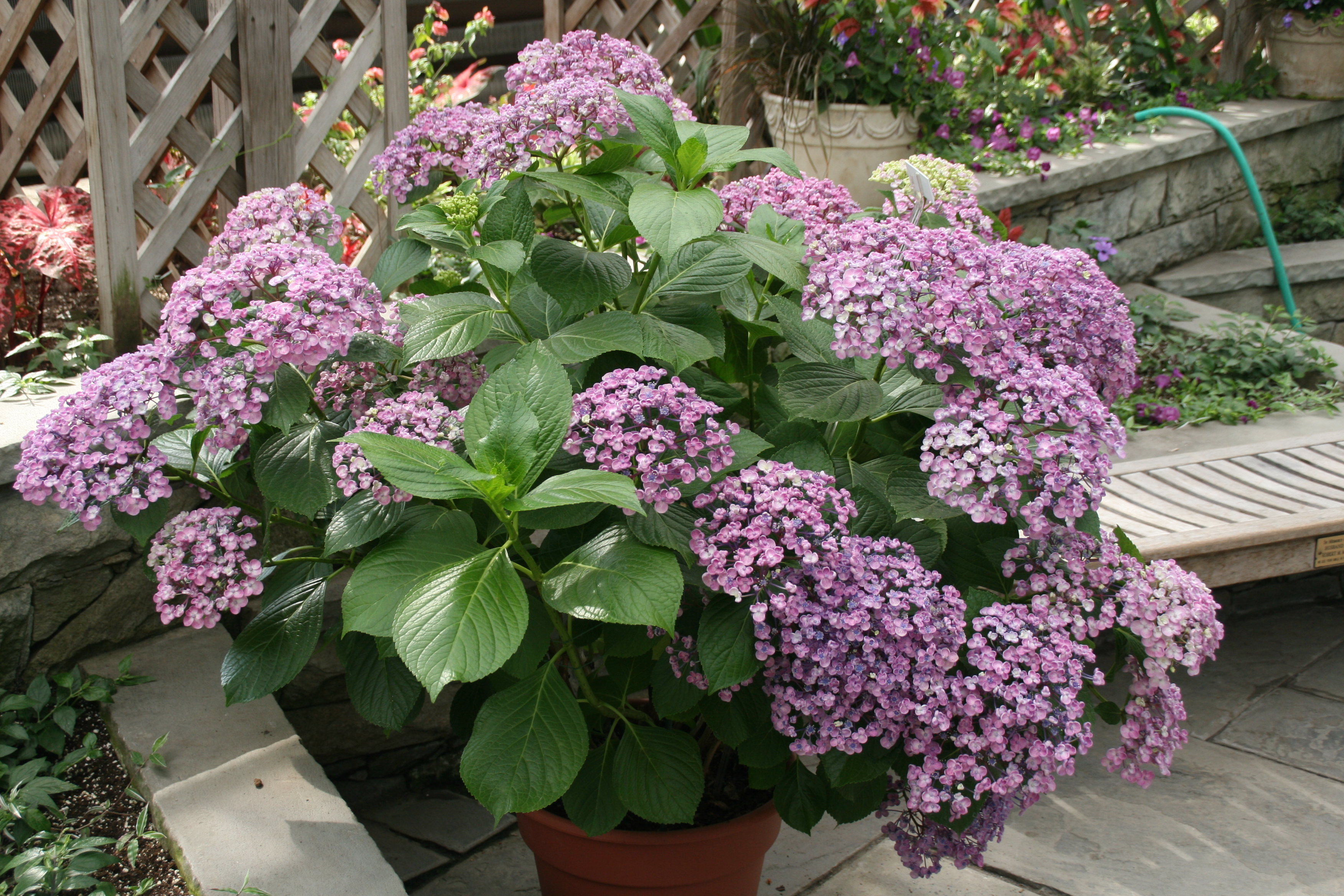
'Ayesha'
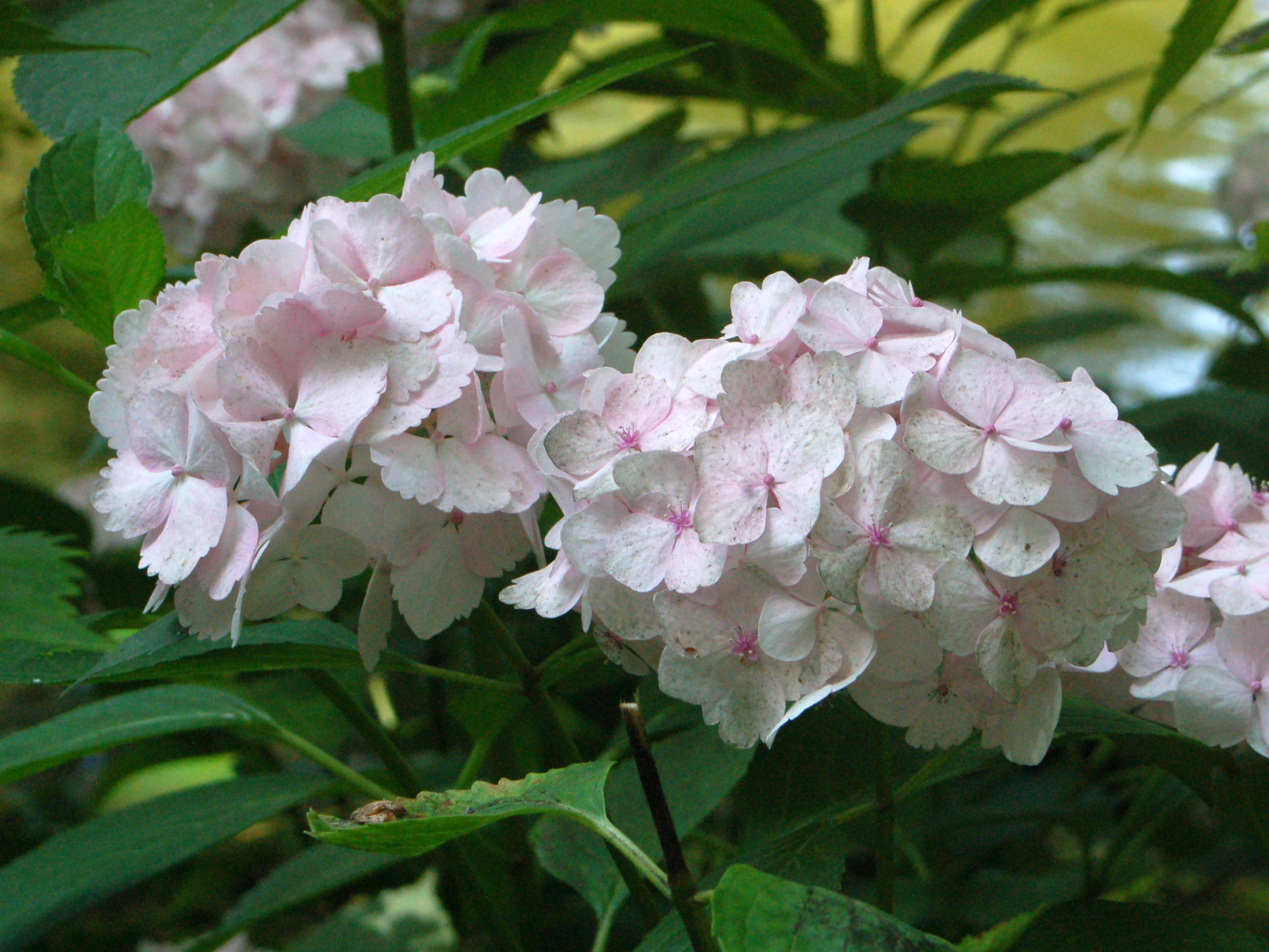
'Beauté Vendomoise'
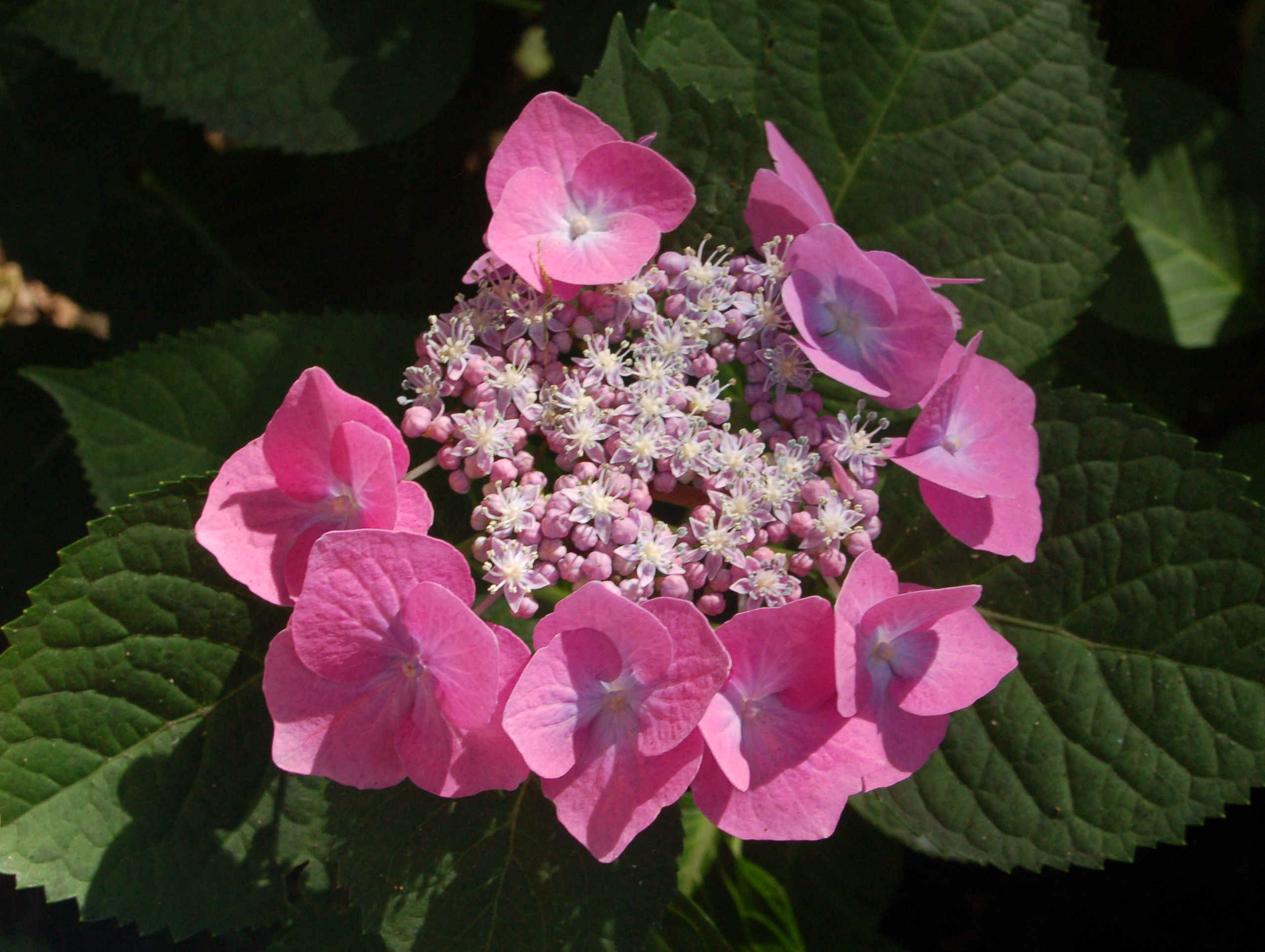
'Bunspecht'
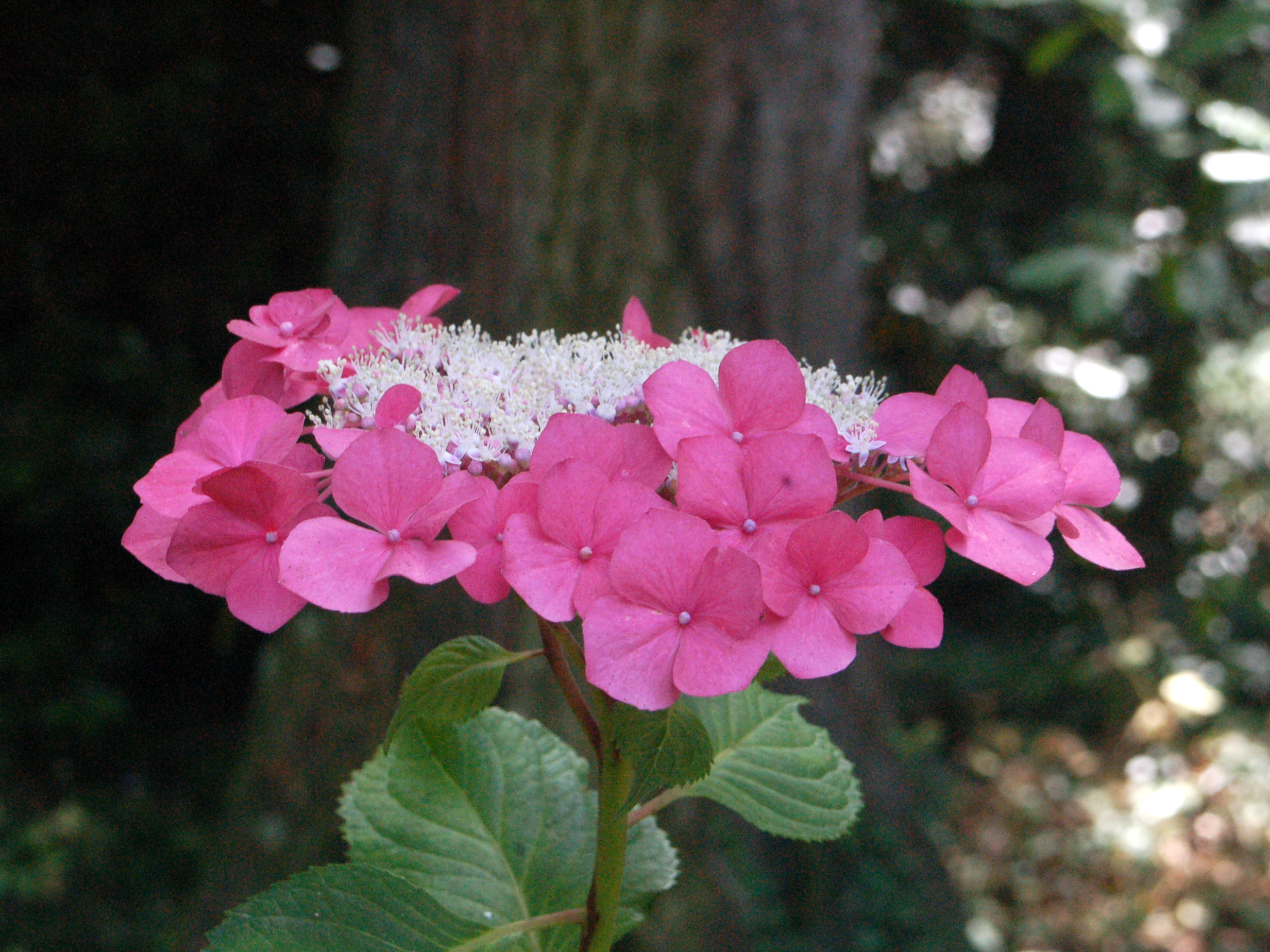
'Geoffrey Chadbund'
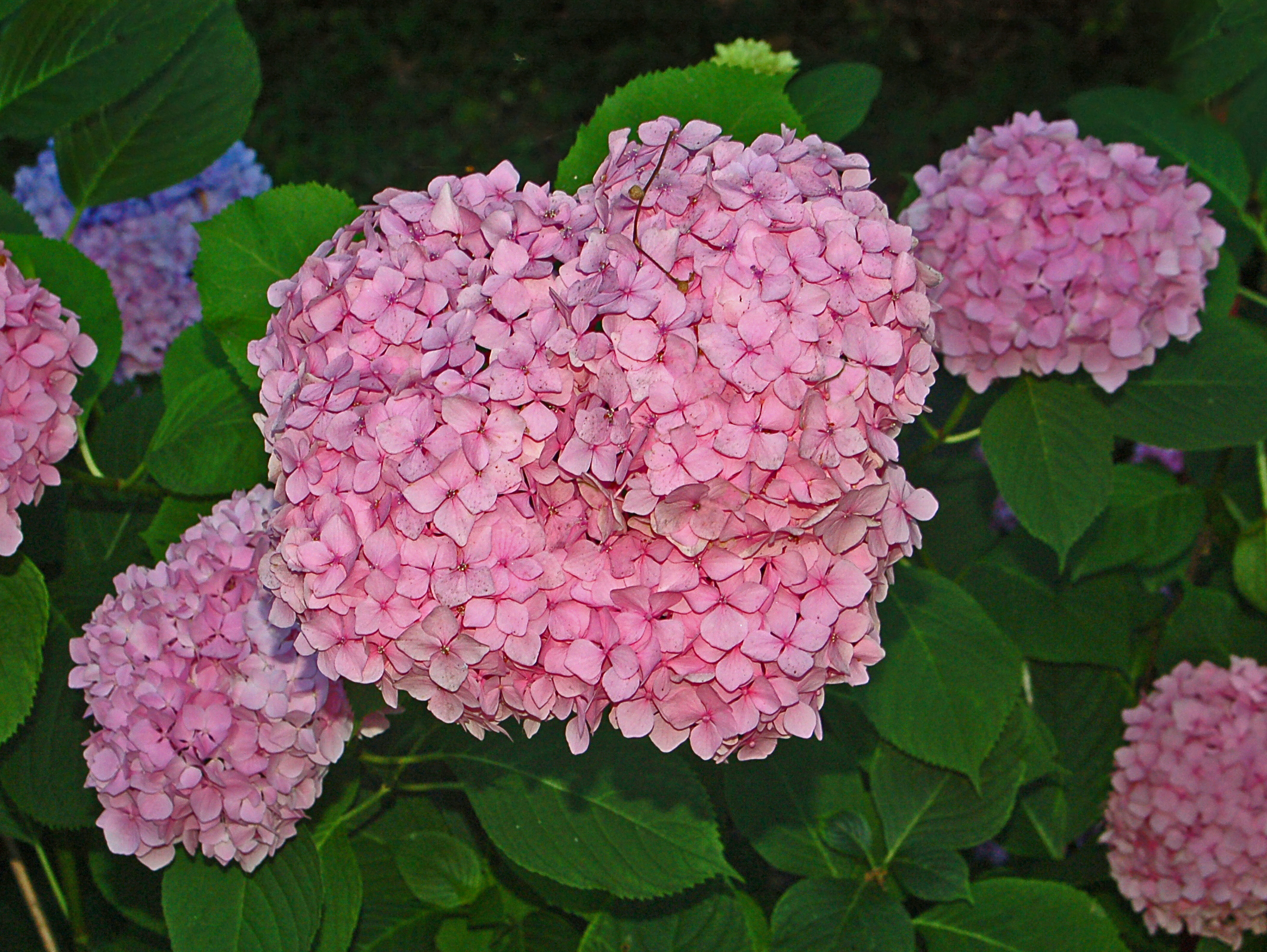
'Harlequin'
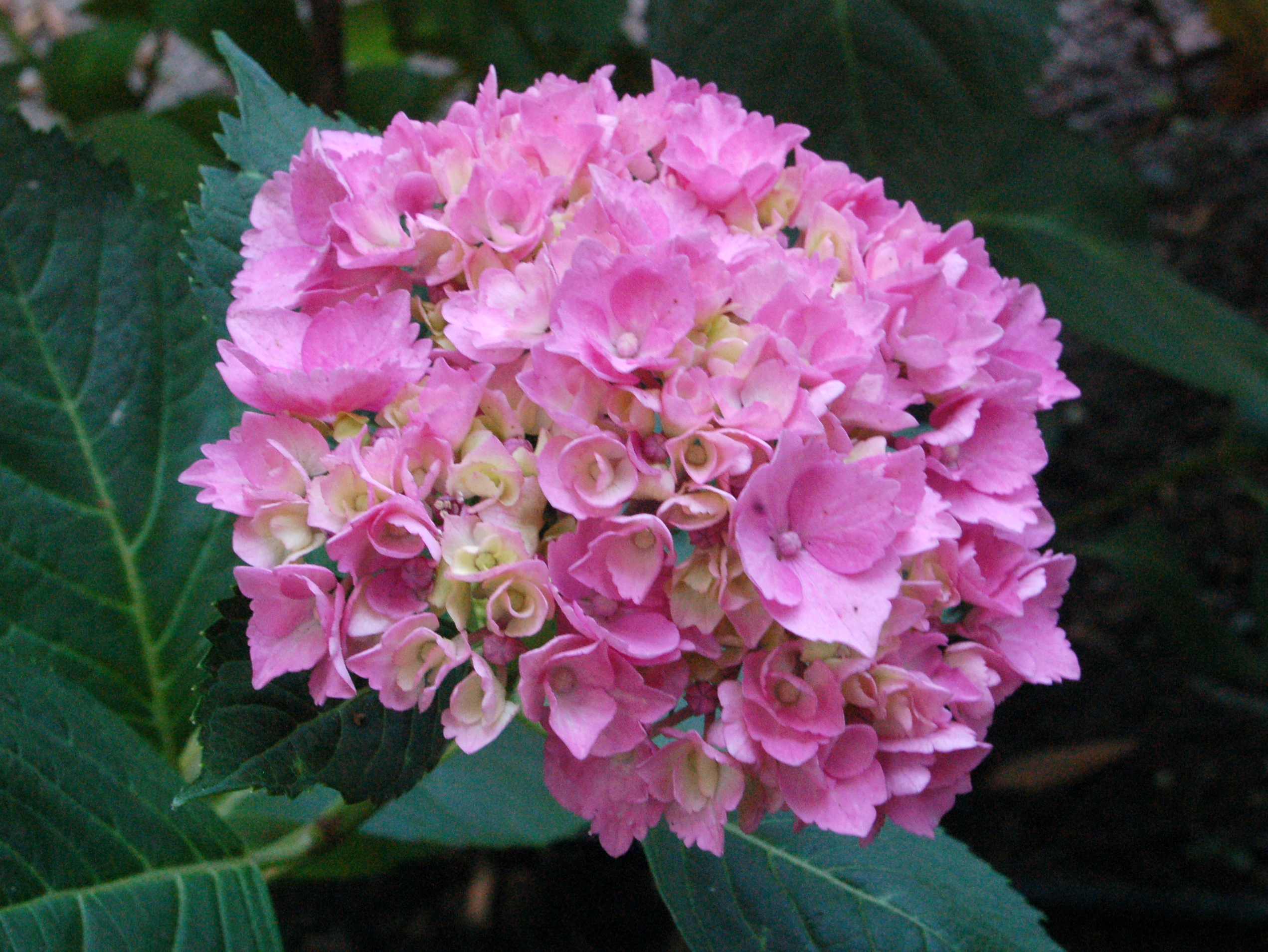
'La Marne'
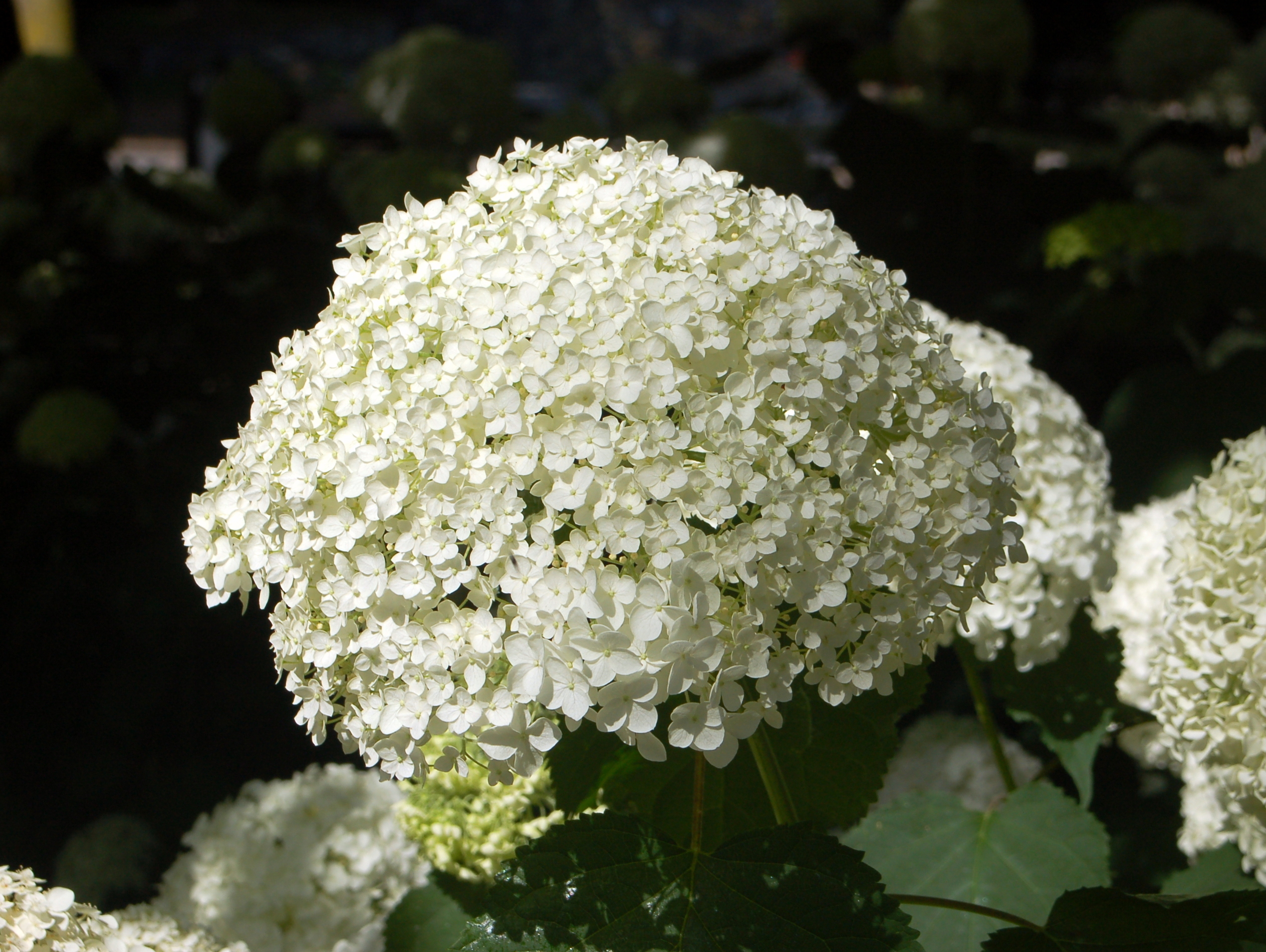
'Mariesii'
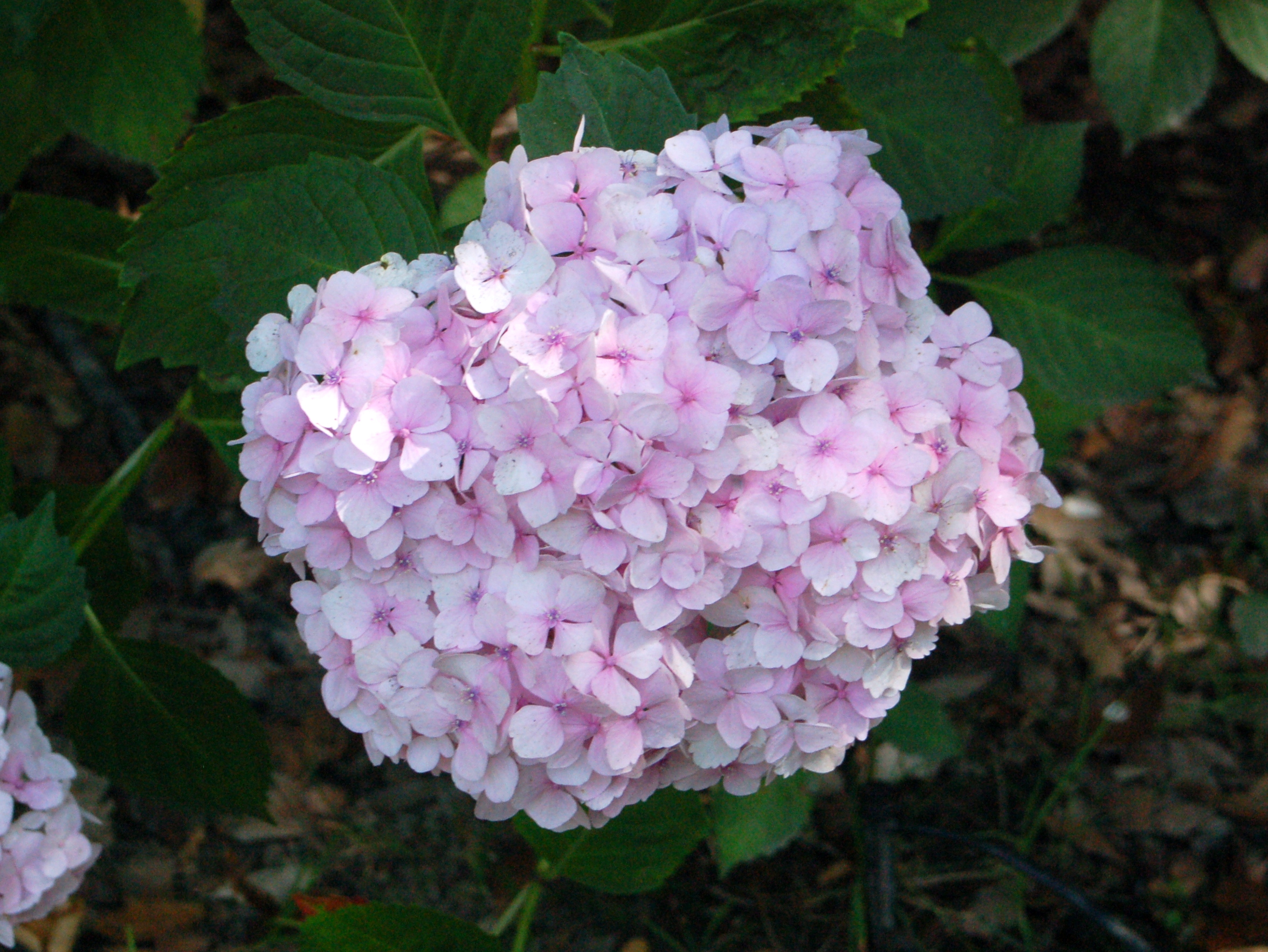
'Merveille'
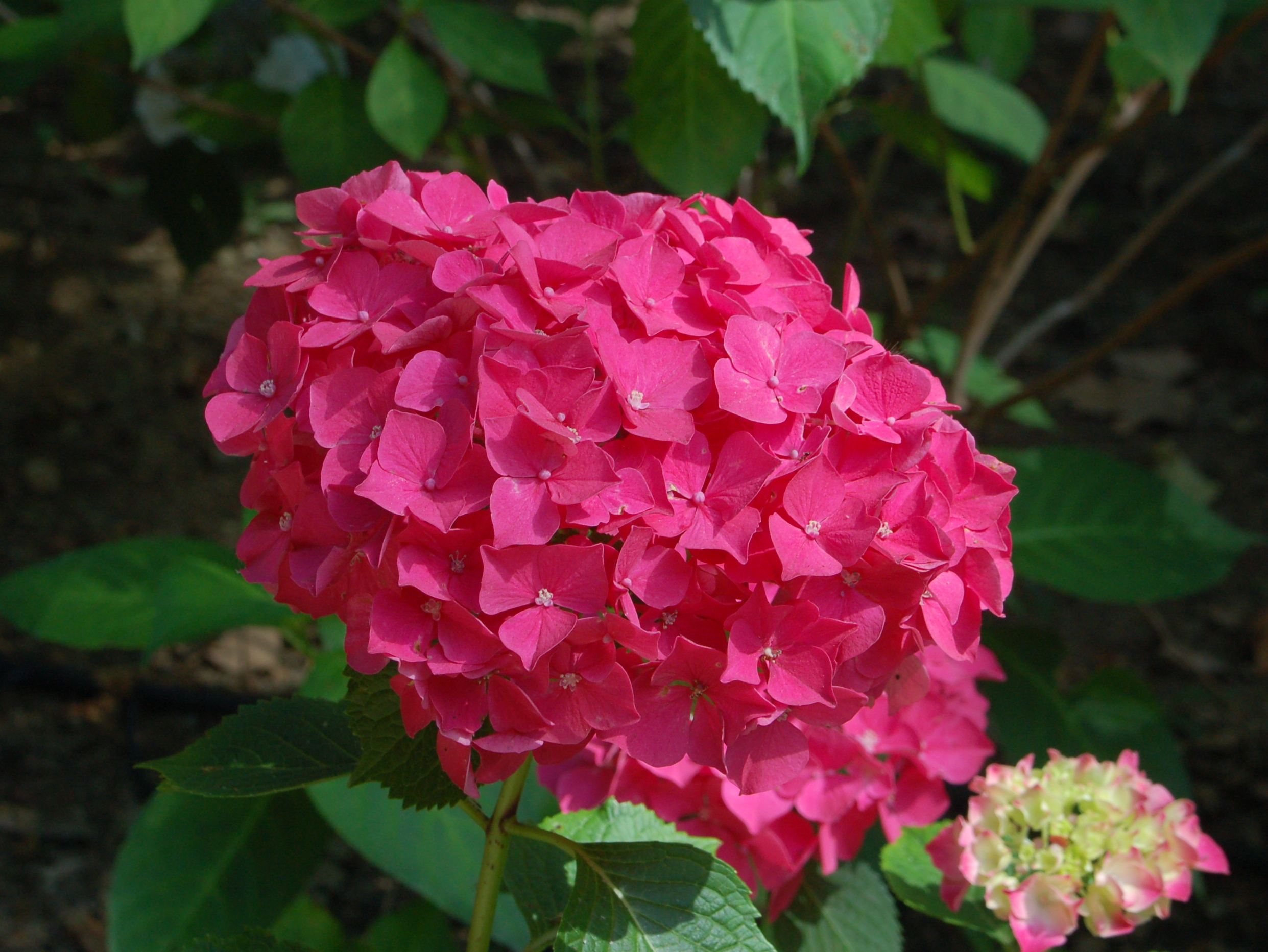
'Satinette'
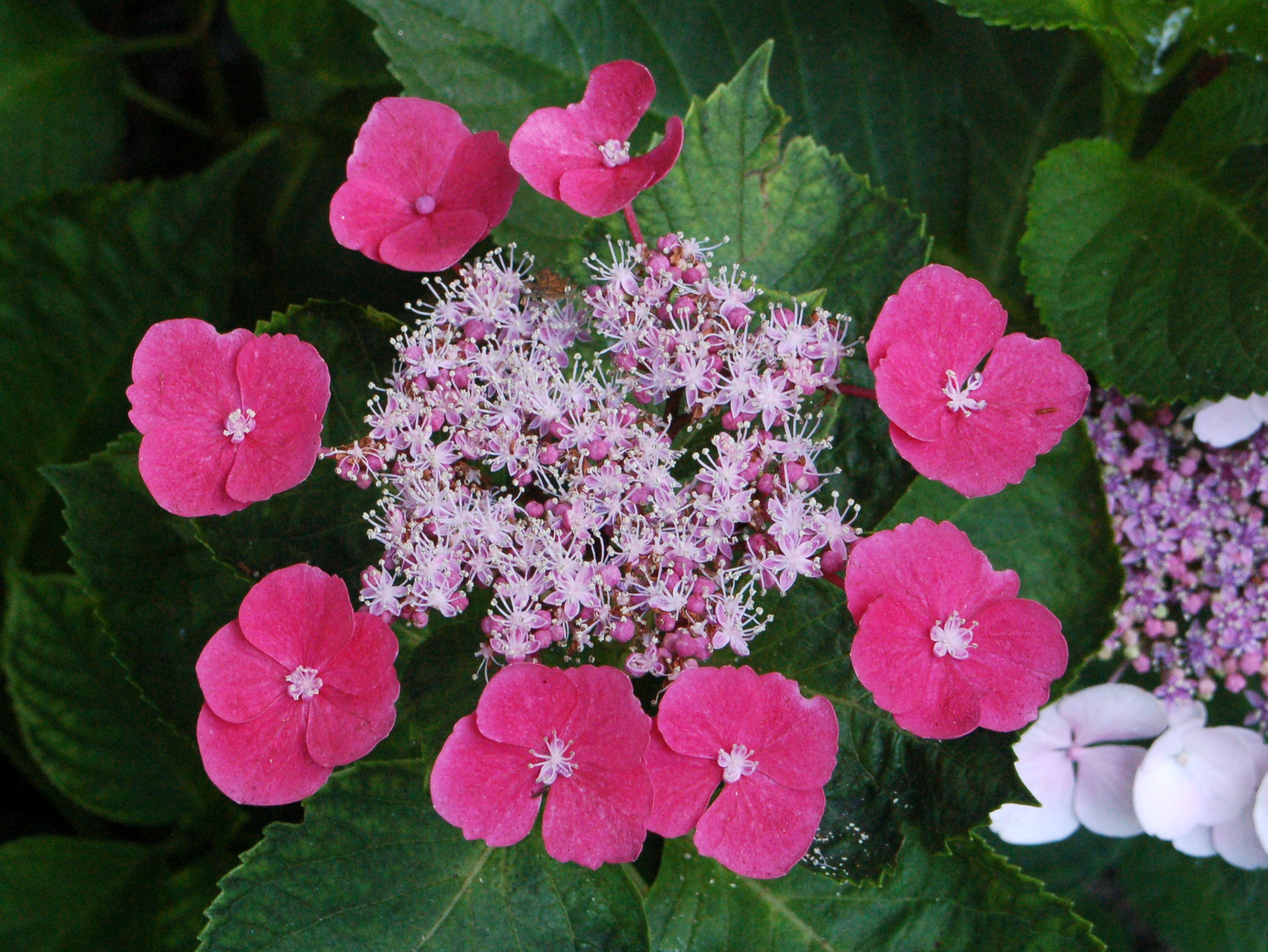
'Zaunkoenig'
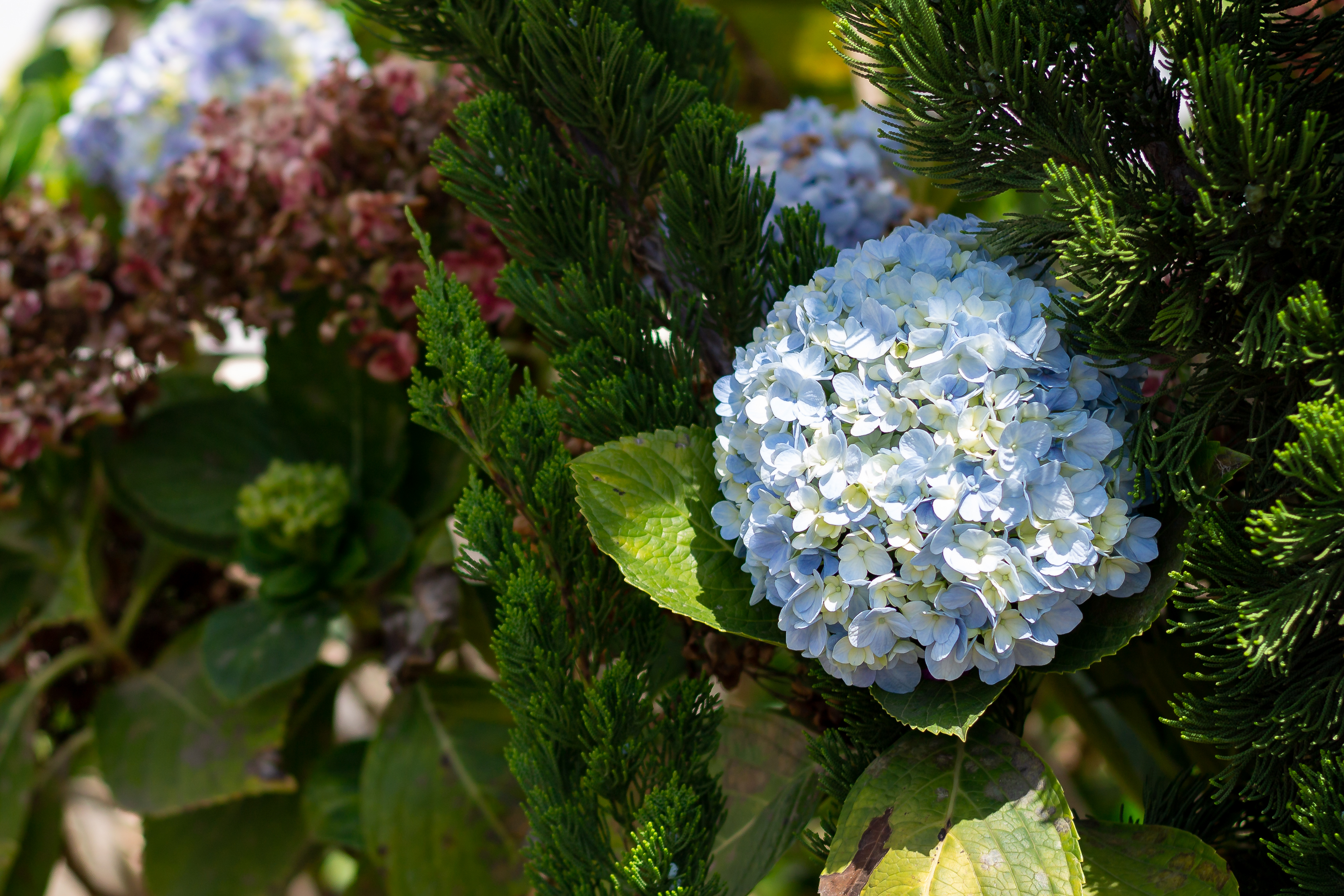
'Hydrangea macrophylla' квіти